# 보탑사
보탑사(寶塔寺)는 충청북도 진천군 보련산(寶蓮山) 자락에 있는 사찰이다. 1996년 고려시대 절터로 전해지는 곳에 비구니스님인 지광·묘순·능현스님이 창건하였다. 1992년 대목수 신영훈을 비롯한 여러 부문의 장인들이 참여한 불사를 시작하여 1996년 8월 3층목탑을 완공하였고, 그 후 지장전·영산전·산신각 등을 건립하고 2003년 불사를 마쳤다.